# Moreda de Álava
Moreda de Álava en espagnol ou Moreda Araba ou Arabako Moreda en basque est une commune d'Alava, dans la communauté autonome du Pays basque en Espagne.